# بصيرة (صوفية)
البصيرة مصطلح عربي يعني ملكة ترى حقائق الأشياء وبواطنها، كما يرى البصير ظواهر الأشياء المادية. والكشف يقابله الإشراق عند السهرودي إمام الفلسفة الإشراقية، التي تقابل الفلسفة المشائية عند ابن سينا، فالأولى تقوم على الكشف والذوق، والثانية على الحجج المنطقية، والاستدلالات العقلية، وقد تأثر السهروردي في ذلك بأفلاطون حتى قال: (إمام الحكمة ورئيسها أفلاطون).

## وصلات خارجية
- موقع التصوف الإسلامي